# كارالي
كارالي (بالبلغارية: Карали)‏ قرية تقع إدارياً ضمن بلدية غابروفو ‏ في بلغاريا. ويبلغ عدد سكانها 9 نسمة حسب تعداد 15 مارس 2015. تعتمد كارالي للبريد على الرمز البريدي 5343.